# Ćwiklice

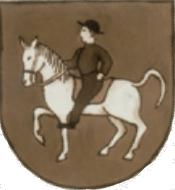
Nieoficjalny herb wsi Ćwiklice

Ćwiklice (niem. Cwiklitz) – wieś w Polsce położona w województwie śląskim, w powiecie pszczyńskim, w gminie Pszczyna.
W latach 1954–1972 wieś należała i była siedzibą władz gromady Ćwiklice. W latach 1973–75 w gminie Goczałkowice-Zdrój. W latach 1975–97 dzielnica Pszczyny. Od 1 stycznia 1998 w gminie Pszczyna.

## Nazwa

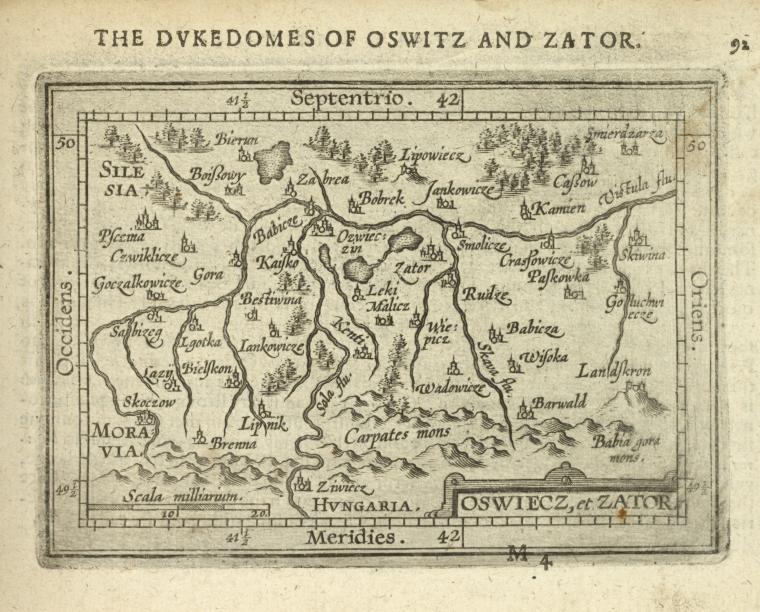
Ćwiklice na mapie Księstwa Oświęcimskiego i Zatorskiego - mapa Abrahama Orteliusa z 1603.

Według niemieckiego językoznawcy Heinricha Adamy’ego nazwa pochodzi od polskiej nazwy - ćwikły - von cwikla = Runkelrübe. W swoim dziele o nazwach miejscowych na Śląsku wydanym w 1888 roku we Wrocławiu wymienia jako najstarszą zanotowaną nazwę miejscowości Cwiklice podając jej znaczenie Runkelrübendorf czyli po polsku Wieś buraków, ćwikły. Pierwotna nazwa została później przez Niemców zgermanizowana na Cwiklitz i utraciła swoje znaczenie. Współcześni polscy badacze skłaniają się w kierunku stwierdzenia, że nazwa wywodzi się od imienia Ćwik lub przezwiska Ćwikła. Założone w podobnym okresie sąsiednie miejscowości posiadają nazwy patronimiczne – jak na przykład Jankowice od imienia Jan.
Ćwiklice pod staropolską nazwą Czwiklicze figurują na mapie autorstwa Abrahama Orteliusa z 1603 roku. Słownik geograficzny Królestwa Polskiego wydany pod koniec wieku XIX podaje polską nazwę miejscowości Ćwiklice oraz niemiecką Cwiklitz.

## Historia
Miejscowość została po raz pierwszy wzmiankowana w spisie świętopietrza parafii dekanatu Oświęcim diecezji krakowskiej z 1326 pod nazwą Czviclicz. 
Według spisu z 1869 roku w miejscowości mieszkało 1643 katolików, 10 ewangelików oraz 5 izraelitów.
W styczniu 1945 r. przez Ćwiklice przeszły marsze śmierci z obozów Auschwitz-Birkenau na stację kolejową do Wodzisławia Śląskiego.
Jesienią 2007 roku pasjonat historii Ludwik Wojciech zawiadomił Wojewódzkiego Konserwatora Zabytków w Katowicach o kopcu, którego położenie i forma sugerują istnienie w tym miejscu średniowiecznego gródka rycerskiego. Badania archeologiczne na kopcu w Ćwiklicach rozpoczęto pod kierownictwem dra Pierzaka. Potwierdziła się teza, że w tym miejscu istotnie znajdował się XIV-wieczny gródek rycerski.
W latach 1975–1998 miejscowość administracyjnie należała do województwa katowickiego.

## Zabytki
Główną atrakcją miejscowości jest zabytkowy drewniany kościół barokowy pw. św. Marcina z 1466 roku.
Do innych ciekawych miejsc w Ćwiklicach należą schronisko dla chorych zwierząt „Przystań Ocalenie” na Podlesiu - północnej części wsi, „Organistówka” oraz figura archanioła Michała blisko granicy z Pszczyną. Na skraju lasu znajduje się grób nieznanych żołnierzy - pamiątka po walkach z września 1939, kiedy to w Ćwiklicach polscy żołnierze stawiali opór armii niemieckiej. W ćwiklickim lesie jest jeszcze kilka takich grobów.